# Sitagliptine
La sitagliptine est une molécule antidiabétique, de la classe des inhibiteurs de dipeptidyl peptidase-4 (DPP4) ou gliptines.

## Mode d'action
La sitagliptine inhibe la DPP4 qui dégrade les incrétines, d'où une augmentation de leur effet.

## Indication
Elle permet d'aider à équilibrer le diabète de type 2 sans toutefois démontrer d'efficacité quant à la diminution du risque principal de cette maladie, qui est la survenue d'une maladie cardiovasculaire.
Elle permet, en association avec le tacrolimus et le sirolimus de diminuer le risque d'une réaction du greffon contre l'hôte,,

## Spécialité contenant de la sitagliptine
- Januvia comprimés
- Xelevia comprimés
- Janumet comprimés pelliculés
- Velmetia comprimés pelliculés

## Effets secondaires
Il existe un risque de survenue d'une pancréatite aiguë.
En 2013, deux études associant les incrétines et les gliptines à un risque accru de pancréatite et de métaplasie des cellules ductales  ont été publiées, ce qui a amené la Food and Drug Administration (FDA) aux  États-Unis, puis l'Agence européenne des médicaments à demander des investigations complémentaires sur les risques pancréatiques des traitements basés sur ces molécules dans le diabète de type 2. 
En Europe, les molécules impliquées dans ces demandes de recherche complémentaire sont : l'exénatide (Byetta, Bydureon), la liraglutide (Victoza), la lixisénatide (Lyxumia), la sitagliptine (Efficib, Januvia, Janumet, Ristaben, Ristfor, Tesavel, Velmetia, Xelevia), la saxagliptine (Komboglyze, Onglyza), la linagliptine (Jentadueto, Trajenta) et la vildagliptine (Eucreas, Galvus, Icandra, Jalra, Xiliarx, Zomarist).